# هبة الله آخند زاده
الملا هِبة الله آخُنْد زاده صاحب (بالبشتوية: هبت الله آخندزاده صاحب)، هو أمير إمارة أفغانستان الإسلامية منذ أغسطس 2021، وحركة طالبان الأفغانية الذي اختاره مجلس شورى الحركة أميرًا لهم بتاريخ 25 مايو 2016 عقب اغتيال الملا أختر محمد منصور. هبة الله عالم دين سني متخصص في الحديث وعلومه وكان يترأس المحاكم الشرعية في إمارة أفغانستان الإسلامية.

## النشأة
ولد آخند زاده سنة 1961 وبحسب سيرة ذاتية له نشرت بالموقع الرسمي لطالبان فإنه ولد في 19 أكتوبر عام 1967 في قرية سيبروان بمنطقة بنجوايي بولاية قندهار في مملكة أفغانستان، كان والده محمد آخوند أو "حاج الدين محمد" عالم دين وإمام بمسجد مالوك بقرية صفد روان، ولا تملك أسرته أي قطعة أرض وكانت تعتمد على ما يدفعه المصلين لوالده نقداً أو بجزء من محاصيلهم، وكان نجله إنتحارياً توفي في 2017. بينما قتل شقيقه الأصغر "حفيظ أحمد الله" في 16 أغسطس 2019 بتفجير وقع بمسجد قرب كويتا جنوب غرب باكستان، وأصيب آخرين من أقاربه.
هاجرت عائلته إلى إقليم بلوشستان بباكستان بعد الغزو السوفيتي لأفغانستان عام 1979، ودرس في إحدى المدارس الدينية بباكستان وحصل على لقب "شيخ الحديث". وفقاً لطالبان، فإنه قاتل في الحزب الإسلامي (خالص) ضد السوفييت.

## النشاط الحركي
عندما استولت طالبان على العاصمة كابل سنة 1996 وكونوا إمارتهم، ترأسَ المولوي أخوند زاده المحاكمَ الشرعيةَ في إمارة أفغانستان الإسلامية. وعرف عنه أنه المسؤول عن أغلب فتاوى طالبان وحله للمشاكل الدينية بين أعضاء الحركة. عكس أسلافه الذين تلقوا تعليمهم في باكستان. يعتقد أن هبة الله عاش في أفغانستان ما بين الفترة 2001-2016 بدون أي سجل للسفر.

## قيادة طالبان
عينه الملا منصور في 29 يوليو 2005 نائبا له إلى جانب سراج الدين حقاني وعند اغتيال الملا منصور في مايو 2016 تم اختياره في نفس الشهر أميرًا جديدًا للإمارة الإسلامية وحركة طالبان الأفغانية بواسطة مجلس شورى الحركة المكون من علماء الدين البارزين وكبار القضاة الشرعيين في الحركة.
وتحت قيادة أخوند زاده وقعت طالبان اتفاق سلام تاريخي مع الولايات المتحدة في قطر في 29 فبراير 2020 ووصف آخوند زاده الإتفاق بأنه «انتصار كبير» للجماعة.

### توليه حكم أفغانستان
بعد سيطرة حركة طالبان على العاصمة كابل في أغسطس 2021، دخلت قوات طالبان القصر الرئاسي بعد فرار الرئيس السابق أشرف غني في 15 أغسطس، وظل العالم في انتظار ظهور زعيم طالبان هبة الله آخند زاده للعلن والذي أصبح حاكم أفغانستان الجديد. لكن الظهور العلني الأول لآخند زاده كان مساء السبت 30 أكتوبر 2021 ولم يكن في العاصمة كابل بل كان في تجمع بمدرسة قرآنية بقندهار جنوب البلاد في أول ظهور علني له منذ تعيينه عام 2016.
بات اللقب الرسمي لزعيم طالبان هبة الله آخند زاده هو «أمير المؤمنين» حسب ما صرح به أحد قيادات حركة طالبان.